# Midnight Ramble Sessions Volume I
The Midnight Ramble Sessions, Volume I es un álbum en directo del músico estadounidense Levon Helm publicado en 2005.
El álbum consta de un CD y un DVD con grabaciones de conciertos ofrecidos en el estudio de Levon Helm en Woodstock (Nueva York), y disponible a través de su página web oficial. Los conciertos, llamados Midnight Rambles, incluyen diferentes invitados que se suman a la banda de apoyo de Levon Helm. El 23 de octubre de 2004, Helm estuvo acompañado del guitarrista Fred Scribner, el bajista Michael Merritt y el cantante Little Sammy Davis, y 12 de las canciones del concierto se incluyen en el álbum. El álbum no incluye a Levon Helm cantando ningún tema, debido a su convalecencia de un cáncer de garganta, pero sí tocando la batería.

## Lista de canciones
| N.º | Título                         | Escritor(es)         | Duración |  |
| 1.  | «Sad Hours»                    | Walter Jacobs        |          |  |
| 2.  | «Oh Baby»                      | Walter Jacobs        |          |  |
| 3.  | «I'm Ready»                    | Willie Dixon         |          |  |
| 4.  | «Blow, Wind, Blow»             | McKinley Morganfield |          |  |
| 5.  | «Blues With A Feeling»         | Walter Jacobs        |          |  |
| 8.  | «I 'm Crazy About You Baby»    | Walter Jacobs        |          |  |
| 9.  | «Boom Boom, Out Go The Lights» | Walter Jacobs        |          |  |
| 10. | «40 Days & 40 Nights»          | Bernard Roth         |          |  |
| 11. | «Going Down To Main Street»    | McKinley Morganfield |          |  |
| 12. | «Everything Gonna Be Alright»  | Walter Jacobs        |          |  |
| 13. | «Wrapped Up In Love Again»     | Albert King          |          |  |
| 14. | «California Blues»             | Sammy Davis          |          |  |

## Personal
- Levon Helm: batería
- Little Sammy Davis: voz y armónica
- Fred Scribner: guitarra
- Mike Merritt: bajo
- GarthHudson: acordeón
- Fred Scribner: guitarra
- Frank Luther:  bajo
- Carey Brown: piano